# صالح المنهالي
صالح المنهالي (مواليد 1 يناير 1984) لاعب كرة قدم إماراتي يجيد اللعب في الهجوم .
لعب سابقاً لأندية الوحدة والظفرة و بني ياس و بينونة.
1. ↑  "معلومات عن صالح المنهالي على موقع int.soccerway.com". int.soccerway.com. مؤرشف من الأصل في 2020-10-26.
2. ↑  "معلومات عن صالح المنهالي على موقع scoresway.com". scoresway.com. مؤرشف من الأصل في 2018-02-26.

صالح المنهالي

## وصلات خارجية
- صالح المنهالي على موقع قاعدة بيانات كرة القدم.إي يو (الإنجليزية)
- صالح المنهالي على موقع Soccerway.com (الإنجليزية)